# アイドラー
アイドラー（IDLA）とは株式会社アーベルより発売されている複数のゲームに登場する架空の団体である。私立探偵に身分保証と事件への捜査権を与えており、現実にはありえない「刑事事件を警察と共に捜査する私立探偵」というシチュエーションを実現させるための小道具。
正式名称は国際ディテクティブ・ライセンス協会（International Detective License Association）で、本部はイギリスのロンドンに存在。世界中の数万人の探偵が所属している。ゲームの世界観では信頼性のある組織として一般からも広く認知されている。インターポールが顧問に付くなど国家警察との結びつきも強いが、純然たる民間組織である。『ミステリート』の主人公：八十神かおるによれば、高額だが警察の関与できない「民事事件への介入」と「防犯思想に基づく行動」が可能。
アーベル社長で本設定考案者の菅野ひろゆきは、この手の世界ランキング形式について、強キャラ登場時の解り易さと、格付けがあることでのインパクトの違いを挙げている。

## 業務
アイドラーの主業務は、所属する私立探偵（ディテクティブ）へのライセンス発行とアイドラーに来た依頼の探偵への配分である。所属する探偵が個人事務所を開いている場合は、個人的に受けた依頼の報酬の一部を上納する義務も存在する。
データベースの運営や情報収集による、探偵への支援も行っている。

### アイドラーライセンス
アイドラーの発行するライセンスはその探偵の能力に応じてA〜Fのランク（クラスと呼ばれる）をつけている。基本的に低いランクから始めてより上のランクに昇進していくが、既に実績が認められている者は最初から高ランクを交付される場合もある。なお最高ランクはクラスAとされているが、さらに上のAA（ダブルエー）クラスというランクも最近設置された。

#### クラスA
アイドラーの探偵の中でも特に秀でた才能と実績を持つものに与えられる別格の存在。科学者で言えばノーベル賞受賞者クラスの名誉があり、それに応じた責任も求められる。世界中で30人前後（人数は作品の時期で増減がある）しかいない。

#### クラスB
警察組織との合同捜査も可能なランク。様々なバックアップも受けられ、報酬額も高い。探偵としては一流といってよい。

#### クラスC
そこそこの能力の有る探偵。警察のある一定以上の階級の人間がアイドラーに転身した場合、たとえ捜査官経験がなくともクラスCが交付される。

#### クラスD
試験だけではなく実際の事件を解決した実績を持つ探偵。個人事務所の開業が一応可能だが、それほど実力のない探偵という認識が一般的。

#### クラスE
簡単な筆記試験と実務で取れるランク。まだ一人前の探偵としては認められないが、実際に現場で活躍できる見習い。

#### クラスF
簡単な筆記試験等で取れるランク。見習い以下。

#### クラスAA（ダブルエー）
ミステリートのラスト、およびPORTABLE版の「八十神かおるの挑戦」という5分間ミステリーで判明したクラス。クラスAのさらに上の階級。現在はジャスティス・J・S・フィッツアラン（八十神かおるの師匠）のみ。ミステリートのラストにジャスティスがAAに昇格した、という記述がある。

## 所属探偵

### クラスAA
ジャスティス・ジョージ・スペンサー・フィッツアラン
『ミステリート』のラストで、史上初のアイドラー・ダブルA（AA）ランクに昇格した、世界最高と言われるイギリスの探偵。
八十神かおるの元師匠。持ち前の精錬されたロジックと、さえ渡るインスピレーション、強力な推理力は、他のクラスAを圧倒している。
その容姿は『ミステリート 〜八十神かおるの挑戦!』にてCGが初登場した。ビジュアル系ロックバンドのボーカリストみたいな外見。年齢不詳ではあるが、かおる曰く「俺より倍は年をとっている」との言葉から最低でも三十台中盤から後半であると思われる。
二挺拳銃で悪人をなぎたおす姿から、ブラッディ・ディテクティブとも言われ、クライフ等同じクラスAからも一目おかれている。また、悪人に対しては女性であっても絶対に容赦しない。

### クラスA
悪行双麻（あぎょう そうま）（声：子安武人）
『不確定世界の探偵紳士』の主人公。日本人でたった2人しかいないクラスAディテクティブの一人。拳銃も所持している。
探偵としての能力は『次期クラスAA最有力候補』と言える程の腕前で、シリーズでも間違いなく№1の実力の探偵である。ただし、その高い探偵能力の分運は極端に悪く、トラブルを引き寄せてしまう「超能力」にも近い悪運から次々と厄介な事件に巻き込まれており、それを解決していったことで自然と現在にまで至っている。本人からしてみれば「降りかかった火の粉を払っているだけ」らしいが、アイドラーのメンバー達から見れば「おびただしい戦果をあげている」との事である。また、トラブルに巻き込まれる特異能力のせいか、最愛の妻にも逃げられてしまっている。
「しあわせ探偵事務所」という探偵事務所を開業しているが、一般的な仕事は殆ど部下達に任せており、自身は「クズ通り」と呼ばれる都市再開発失敗地区の場末の裏通りに、名前を伏せて事務所・兼自宅として生活している。それでも膨大な数の依頼がやって来る為、ここ数年、毎年アイドラー日本支部より成績優秀な探偵事務所に表彰される「最優秀ディテクティブオフィス」の常連となっている。
『ミステリート 〜不可逆世界の探偵紳士〜』では、行方不明になっていた（実は変装してベルギーで探偵をやっていた）が、『デュアル・エム』第2話までにアイドラーに復帰している。
八十神かおる（やそがみ - ）（声：緒方恵美）
『ミステリート 〜不可逆世界の探偵紳士〜』の主人公。探偵本場の国であるイギリスの国籍で、「現代の切り裂きジャック殺人事件」を2日で解決した事で、31人目（現在は30人目）にして最年少のクラスAディテクティブとなった。
アイドラー所属探偵の中でも年少格であるが、探偵としての実力は他のクラスAにも引けをとらない。悪行の持つ悪運のような特殊な能力は持ち合わせていないが、明晰な頭脳と推理力を最大の武器としており、むしろ正統派の探偵と言える。
女装を得意としており（本人はあくまでも「変装」と公言）、捜査の度に様々な美少女の姿へと変身するのが定番となっている。
現在は、かつて自分の命を狙った元暗殺者である少女、氷川マイ（声：ゆかな）と共に、「南条探偵事務所」に居候している。
かおるが密かに抱いている究極の目的は、幼い頃に自らの両親を殺した暗殺組織「ゼニス」に所属する実行犯と、その依頼人を捜し出し、自らの手で復讐を果たすこと。その為に世界一の探偵と言われるジャスティス・ジョージ・スペンサー・フィッツアランに弟子入りし、その後彼の元を出てからも探偵としての活動を続けていたが、とある都合により決別。以後彼のことを「英国紳士のかざかみにもおけない奴」と言うようになる。
舞ノ小路水陰（まいのこうじ みかげ）（声：梶田夕貴）
『ミステリート』より登場。
150cmの身長からも、幼くあどけなさの残る和風の美少女だが、かおるよりも年上で、悪行に並ぶもう一人の日本人クラスAディテクティブ。
明晰な頭脳と判断力からもクラスAにふさわしい風格を漂わせる。また、もう一つの卓越した才能があり、それが万人をクラスAと認めさせる要因となっている。その才能を買われ、警察庁の相談役として捜査協力をしており、一般からの依頼は滅多に請けない。その為、解決案件数では悪行に劣るが、必然的に重要案件に関わる機会が多く、案件内容の質においては悪行以上の実績を持ち、毎年アイドラー日本支部より成績優秀な探偵に表彰される「最優秀ディテクティブ」の常連となっている。
ジュエル・フランシスカ
『ミステリート ディテクティブ・バケーション』『ミステリート 〜八十神かおるの挑戦!』『デュアル・エム-空の記憶-』に登場した美しいブロンドの女性。
ジャスティスと探偵事務所《ヴァルハラ》を共同経営している。クラスAのランクを持っているが、ジャスティスの秘書的な存在に徹している。ジャスティスの恋人と言われているが、本人は否定しているものの、『デュアル・エム』においてジャスティスとは肉体関係を持っているかのような描写がある。八十神かおるがまだクラスBで、ジャスティスの事務所に居候していたときの直属の上司。
『ミステリート 〜八十神かおるの挑戦!』では八十神かおるの求愛に応えるが、一晩限りの恋人同士だったようである。
クライフ・マクドガル
『ミステリート 〜八十神かおるの挑戦!』に登場する。まったく繋がりのない証拠同士をたどっていき、ついには真相へと辿り着くという不思議な捜査方法をする、アイルランドのクラスA。その捜査方法は、シナリオの描写からサイコメトリーではないかと思われていたが、『デュアル・エム』においてそれが事実であると確定した。
ジュエルにかけられた副大統領暗殺犯の嫌疑を晴らすべく、当時クラスBだった八十神かおると勝負をする。
『デュアル・エム』では「美香・ヴァーミリオン」と「ロキール・チェスターランド」を弟子としている。以前は美香の父である「ウィリアム・ヴァーミリオン」の弟子であった。過去にゼニスに恋人を殺された過去を持つ。また、カーライルという妹がいる。

### クラスB
毒島猛夫（ぶすじま たけお）
『不確定世界の探偵紳士』より登場。
「しあわせ探偵事務所」の元副所長で、元所長の悪行が失踪した現在は所長となり、クラスBへと昇格した。
名前に似合って不気味な容姿で気色悪いオネエ言葉で話す為、かなりインパクトのある人物である。捜査能力としては並みの探偵以下であるが、事務能力は全所員が認めるほど高く、悪行の捜査資料などは全て彼一人で作成していた。所長就任の際、事務所内で色々といざこざがあったらしく、所員であった南条深雪は退職している。

### クラスC
南条深雪（なんじょう みゆき）（声：根谷美智子）
『不確定世界の探偵紳士』より登場（当初は声のみ）。本格的に登場したのは『ミステリート』から。
かつて悪行が経営していた「しあわせ探偵事務所」の元所員。しかし、悪行が行方不明になったことをキッカケに所長になった毒島と対立し、「南条探偵事務所」を設立、現在に至る。
基本的には温和な性格。頭は切れ、行動力もあるが、しあわせ探偵事務所の動向を探ってクラスAディテクティブである八十神を強引に保護者として引き取るといったちゃっかりした面も持つ。
かつては同じクラスCであった東と付き合っていたらしいが、彼の女癖が悪い為か、探偵事務所を設立してからは疎遠になっている。また、悪行に上司以上の尊敬と想いを寄せているのも理由の一つであり、彼の話になると凄まじく感情的になってしまっている。
東西（あずま にし）
『ミステリート』より登場。
自称「甘いマスクに、明晰な頭脳」。「しあわせ探偵事務所」の所員であるが、名声欲が異様に強く、興味の無い事件でも大事件に発展すれば駆けつけてくるお調子者。が、その割には探偵としての腕はいまいちである。南条深雪とは以前付き合っていたらしいが、彼女が独立してからは関係が疎遠になっている。また女癖が非常に悪く、女装した八十神に手を出そうとしたことも。

### クラスD
七尾 芹奈（ななお せりな）（声：本井えみ）
かおるの元アシスタント。控えめでお淑やかな性格をしており、かおるに代わって家事なども行なっていた。
ロンドン郊外に在住中の2年半前、家族全員を惨殺されるが、その事件を担当したかおるに「強く生きろ。犯人を見つけだし、その手で裁きを下せ。それまで生き延びろ」と力付けられ、以後かおるのアシスタントに。かおるとは探偵とアシスタント以上の信頼関係で結ばれていた。そして、マリア・テレジーア号事件（第零話）の後に「しあわせ探偵事務所」へと出向するが、その後謎の失踪を遂げる。

### クラスE
沢田 軽太郎（さわだ けいたろう）（声：森訓久）
「しあわせ探偵事務所」の下っ端所員。
人は良いがおしゃべりで、詰問されると簡単に機密事項もバラしてしまう。推理力も乏しいが、情報収集能力は高い。
かおるが「しあわせ探偵事務所」に入所した直後は教育係として行動を共にし、堂島邸殺人事件（第壱話）後もかおると共に「南条探偵事務所」へと移籍する。

## 関連団体
- ファウスト

アメリカに本部があるアイドラーと対抗する探偵組織。詳細は不明。
- THO（Treasure Hunter Organization）

『エクソダスギルティー』に登場するトレジャーハンター（盗掘者）たちの所属する団体。トレジャーハンターをその実績で宝石の名称（最高位はダイアモンド）でランク分けしている。アイドラーとは同じ世界に存在するため、『ミステリート』ではアイドラーの探偵とTHOのトレジャーハンターが競演している。

## 他作品との類似
アイドラーの設定における、清涼院流水の「Japan Detectives Club」や山口雅也の「探偵士協会」との類似について、菅野は、雑誌『ファウスト Vol.2』のインタビュー内で、「後から知ってまずいなと思ったが、かぶらなければいいかな。」「なるべく読まないようにしている。」と語っている。